# Tribunal de nuit
Tribunal de nuit (Night Court) est une sitcom américaine en cent quatre-vingt-douze épisodes de 23 à 24 minutes diffusés sur NBC entre le 4 janvier 1984 et le 31 mai 1992.

## Fiche technique
Sauf indication contraire, les informations mentionnées dans cette section peuvent être confirmées par la base de données cinématographiques IMDb,  présente dans la section « Liens externes ».
- Titre original : Night Court
- Réalisation : Jeff Melman, Jim Drake, Tim Steele, Alan Bergmann, Howard Ritter, Jay Sandrich, Charles Robinson, Gary Shimokawa, Asaad Kelada, Reinhold Weege, John Larroquette, Harry Anderson (en), Lee Bernhardi et James Burrows
- Scénario : Reinhold Weege, Stu Kreisman, Bob Underwood, Tom Reeder, Bob Stevens, Gary Murphy, Larry Strawther, Chris Cluess, Nat Mauldin, Nancy Steen, Neil Thompson, Linwood Boomer, Harry Anderson (en) et Leonard Mlodinow
- Photographie : Charles L. Barbee et George Spiro Dibie
- Musique : Jack Elliott, Mitchell Glickman et Michael Boddicker
- Casting : Paul Bens et Cheryl Bayer
- Montage : Michael Gavaldon et Jerry Davis
- Décors : Edward J. McDonald et Richard Friedman
- Costumes : Kimon Beazlie et Barbara Murphy
- Production : Tim Steele, Fred Rubin, Bob Underwood, Bob Stevens, Nat Mauldin, Linwood Boomer, Tom Straw et Kevin Kelton
  - Superviseur de la production : Jeff Melman
  - Production déléguée : Reinhold Weege, Gary Murphy, Larry Strawther, Stu Kreisman et Neil Thompson
  - Production associée : Christine Reedy, Marsha Posner Williams, Marica Govons et Jerry Davis
- Sociétés de production : Starry Night Productions et Warner Bros. Television Studios
- Société de distribution : NBC
- Chaîne d'origine : NBC
- Pays d'origine :  États-Unis
- Langue originale : anglais
- Genre : Sitcom
- Durée : 23–24 minutes

## Distribution

### Acteurs principaux
- Harry Anderson (en) : Juge Harold T. Stone
- Karen Austin : Lana Wagner
- Gail Strickland : Sheil Gardner
- John Larroquette : Reinhold Daniel Fielding Elmore
- Paula Kelly : Liz Williams
- Richard Moll : Nostradamus Shannon
- Selma Diamond : Selma Hacker
- Ellen Foley : Billie Young
- Charles Robinson : Macintosh Robinson
- Markie Post : Christine Sullivan
- Florence Halop : Florence Kleiner
- Marsha Warfield : Rosalind Russell

### Acteurs secondaires et invités
- Dorothy Andrews : une caissière
- Joleen Lutz : Lisette Hocheiser
- Mike Finneran : Art Fensterman
- William Utay : Phil Sanders
- Denice Kumagai : Quon Le Robinson
- John Astin : Buddy Ryan
- Mel Tormé : lui-même
- Jack Riley : Beepo le clown
- Brent Spiner : Bob Wheeler
- Yakov Smirnoff : Yakov Korolenko
- Timothy Stack : M. Marley
- Raye Birk : Frank Pepitone
- Nicholas Worth : Bum
- Phil Leeds : Norm
- Terry Kiser : Al Carven
- Michael McManus : Dr Gordon Mooney
- Margôt Ros : Charlotte Lund
- George Murdock : détective Griffin
- Leslie Bevis : Sheila
- Marianne Muellerleile : Millie
- Eugene Roche : Jack Sullivan
- Philip Proctor : Deyoung
- Gilbert Gottfried : Oscar Brown
- John Ingle : Theodore Wood
- Stuart Pankin : Dr Adelman
- Larry Gelman : un homme
- Fran Ryan : Miss Crombie
- Meg Wyllie : Doris McKenzie
- Estelle Harris : Easy Mary
- Louan Gideon : Heidi
- Randee Heller : Anita Fries
- Kenneth Tigar : Gus Melman
- Pam Grier : Benet Collins
- Florence Stanley : Juge Wilbur
- Elayne Boosler : Joy Buscaglia
- Jeff Corey : Juge Hirsch
- Jason Bernard : Juge Robert Willard
- Denny Dillon : Rhoda Wasserman

## Épisodes

### Saison 1
1. All You Need Is Love
2. Santa Goes Downtown
3. The Former Harry Stone
4. Welcome Back, Momma
5. The Eye of the Beholder
6. Death Threat
7. Once in Love With Harry
8. Quandrangle of Love
9. Wonder Drugs
10. Smoke Like It Hot
11. Harry and the Rock Star
12. Bull's Baby
13. Hi Honey, I'm Home

### Saison 2
1. The Nun
2. Daddy for the Defense
3. Billie and the Cat
4. Pick a Number
5. The Computer Kid
6. Bull Gets a Kid
7. Harry on Trial
8. Harry and the Madam
9. Inside Harry Stone
10. The Blizzard
11. Take My Wife, Please
12. The Birthday Visitor
13. Dan's Parents
14. Nuts About Harry
15. An Old Flame
16. The Gypsy
17. Batting Bailiff
18. Billie's Valentine
19. Married Alive
20. Mac and Quon Le: Together Again
21. World War III
22. Walk, Don't Wheel

### Saison 3
1. Hello, Goodbye
2. The Hostage
3. Dad's First Date
4. Mac and Quon Le: No Reservations
5. Halloween, Too
6. Best of Friends
7. Dan's Boss
8. Up On the Roof
9. The Wheels of Justice (Part 1)
10. The Wheels of Justice (Part 2)
11. Walk Away, Renee
12. Dan's Escort
13. The Night Off
14. Harry and Leon
15. The Apartment
16. Leon, We Hardly Knew Ye
17. The Mugger
18. Could This Be Magic?
19. Monkey Business
20. Flo's Retirement
21. Hurricane (Part 1)
22. Hurricane (Part 2)

### Saison 4
1. The Next Voice You Hear…
2. Giving Thanks
3. Author, Author
4. Halloween II: The Return of Leon
5. Dan's Operation (Part 1)
6. Dan's Operation (Part 2)
7. The New Judge
8. Contempt of Courting
9. Earthquake
10. Prince of a Guy
11. New Year's Leave
12. Murder
13. Baby Talk
14. The Modest Proposal
15. A Day in the Life
16. Rabid
17. Christine's Friend
18. Caught Red Handed
19. Paternity
20. Here's to You, Mrs. Robinson
21. Her Honor (Part 1)
22. Her Honor (Part 2)

### Saison 5
1. Her Honor (Part 3)
2. Her Honor (Part 4)
3. Death of a Bailiff
4. Ladies Night
5. Safe
6. Mac's Dilemma
7. Who Was That Mashed Man?
8. No Hard Feelings
9. Constitution (Part 1)
10. Constitution (Part 2)
11. Let It Snow
12. Dan, The Walking Time Bomb
13. Hit the Road, Jack
14. I'm OK, You're Catatonic/Schizophrenic
15. Chrizzi's Honor
16. Another Day in the Life
17. Heart of Stone
18. Russkie Business
19. Jung and the Restless
20. Top Judge
21. Mac's Millions
22. Danny Got His Gun (Part 1)

### Saison 6
1. Danny Got His Gun (Part 2)
2. Danny Got His Gun (Part 3)
3. Fire
4. Harry and the Tramp
5. Educating Rhoda
6. The Last Temptation of Mac
7. The Law Club
8. Night Court of the Living Dead
9. The Night Court Before Christmas
10. Mental Giant
11. Rock-a-Bye Baby
12. Clip Show (Part 1)
13. Clip Show (Part 2)
14. The Trouble is Not in Your Set
15. The Game Show
16. This Old Man
17. Strange Bedfellows
18. From Snoop to Nuts (Part 1)
19. From Snoop to Nuts (Part 2)
20. Pen Pals
21. Not My Type
22. Yet Another Day in the Life

### Saison 7
1. Life With Buddy
2. If I Where a Rich Man
3. The Cop and the Lady
4. Come Back to the Five and Dime, Stephen King, Stephen King
5. Blue Suede Bill
6. For Love or Money
7. Auntie Maim
8. Attack of the Mac Snacks
9. Branded (Part 1)
10. Branded (Part 2)
11. Passion Plundered
12. Amore or Less
13. Razing Bull
14. Futureman
15. Wedding Bell Blues (Part 1)
16. Wedding Bell Blues (Part 2)
17. The Talk Show
18. Melvin and Harold
19. The Glasnot Menagerie
20. I Said Dance!
21. My Three Dads
22. Still Another Day in the Life
23. A Closer Look
24. The Blues of the Birth

### Saison 8
1. A Family Affair (Part 1)
2. A Family Affair (Part 2)
3. When Harry Met Margaret
4. Can't Buy Me, Love
5. Death Takes a Halloween
6. Crossroads (Part 1)
7. Crossroads (Part 2)
8. Day Court
9. A Night Court at the Opera
10. Nobody Says Rat Fink Anymore
11. Jail Bait
12. It's Just a Joke
13. Bringing Down Baby
14. Presumed Insolvent
15. Mama Was a Rollin' Stone
16. Attachments Included
17. Alone Again, Naturally
18. Hey Harry, F'Crying Out Loud - It Is a Wonderful Life… Sorta
19. To Sleep, No More
20. With a Little Help From My Friends
21. Mac Takes a Vacation
22. Harry's Fifteen Minutes
23. Where There's a Will, There's a Tony (Part 1)
24. Where There's a Will, There's a Tony (Part 2)

### Saison 9
1. A Guy Named Phantom (Part 1)
2. A Guy Named Phantom (Part 2)
3. My Life as a Dog Lawyer
4. Puppy Love
5. Pop Goes the Question
6. Guess Who's Listening to Dinner?
7. Looking for Mr. Shannon
8. Teacher's Pet
9. The System Works
10. Get Me to the Roof on Time
11. Santa on the Lam
12. Shave and a Haircut
13. A New York Story
14. Undressed for Success
15. Poker? I Hardly Know Her
16. Party Girl (Part 1)
17. Party Girl (Part 2)
18. To Sir With… Ah, What the Heck… Love
19. P.S. Do I Know You?
20. Opportunity Knock Knocks (Part 1)
21. Opportunity Knock Knocks (Part 2)
22. The 1992 Boat Show